# 87e cérémonie des National Board of Review Awards
La 87e cérémonie des National Board of Review Awards (NBR Awards), décernés par le National Board of Review, a eu lieu le 1er décembre 2015, et a récompensé les films diffusés dans l'année.

## Palmarès

### Meilleur film
- Mad Max: Fury Road
- Creed : L'Héritage de Rocky Balboa

### Meilleur réalisateur
- Ridley Scott pour Seul sur Mars

### Meilleur acteur
- Matt Damon pour Seul sur Mars

### Meilleure actrice
- Brie Larson pour Room

### Meilleur acteur dans un second rôle
★ Sylvester Stallone pour Creed : L'Héritage de Rocky Balboa

### Meilleure actrice dans un second rôle
- Jennifer Jason Leigh pour Les Huit Salopards

### Meilleur espoir
- Abraham Attah pour Beasts of No Nation
- Jacob Tremblay pour Room

### Meilleure distribution
- The Big Short : Le Casse du siècle

### Meilleur premier film
- Jonas Carpignano pour Mediterranea

### Meilleur scénario original
- Les Huit Salopards (The Hateful Eight) – Quentin Tarantino

### Meilleur scénario adapté
- Seul sur Mars – Drew Goddard

### Meilleur film en langue étrangère
- Le Fils de Saul (Saul fia)  Hongrie

### Meilleur film d'animation
- Vice-versa (Inside Out)

### Meilleur film documentaire
- Amy

### Spotlight Award
- Sicario

### William K. Everson Film History Award
- Cecilia De Mille Presley

### NBR Freedom of Expression
- Beasts of No Nation
- Mustang